# Liste der sowjetischen Orden und Ehrenzeichen

Wappen der Sowjetunion von 1923 bis 1991

Diese Liste gibt einen Überblick über die Orden und Ehrenzeichen der Sowjetunion.

## Preise
- Leninpreis (1925)
- Stalinpreis (1939)
- Internationaler Lenin-Friedenspreis (1949)
- Staatspreis der UdSSR (1966)
- Preis des Leninschen Komsomol (1966)

## Ehrentitel
- Held der Sowjetunion (1934)

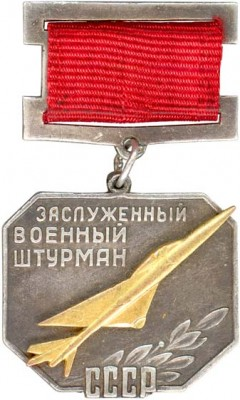
Abzeichen zum Titel Verdienter Militärsteuermann der UdSSR

- Volkskünstler der UdSSR (1936/1943)
- Held der Sozialistischen Arbeit (1938)
- Heldenmutter (1944)
- Heldenstadt (1945/1965)
- Verdienter Testflieger der UdSSR (1958)
- Verdienter Teststeuermann der UdSSR (1958)
- Fliegerkosmonaut der UdSSR (1961)
- Verdienter Militärflieger der UdSSR (1965)
- Verdienter Militärsteuermann der UdSSR (1965)
- Verdienter Pilot der UdSSR (1965)
- Verdienter Steuermann der UdSSR (1965)
- Verdienter Architekt des Volkes der UdSSR (1967)
- Verdienter Arzt des Volkes der UdSSR (1977)
- Verdienter Lehrer des Volkes der UdSSR (1977)
- Verdienter Erfinder der UdSSR (1981)
- Verdienter Werktätiger der Landwirtschaft der UdSSR (1982)
- Verdienter Test-Fallschirmspringer der UdSSR (1984)
- Verdienter Meliorator der UdSSR (1984)

## Orden
- Rotbannerorden der RSFSR (1918)
- Revolutionäre Ehrenwaffe (1919)

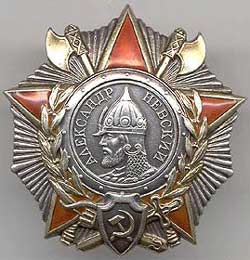
Alexander-Newski-Orden

- Orden des Roten Arbeitsbanners (1920)
- Rotbannerorden (1924)
- Orden des Roten Banners der Arbeit (1928)
- Leninorden (1930)
- Held der Sowjetunion (1930)
- Orden des Roten Sterns (1930)
- Orden Zeichen der Ehre (1935)
- Orden des Vaterländischen Krieges (1942)
- Suworoworden (1942)
- Kutusoworden (1942)
- Alexander-Newski-Orden (1942)
- Bogdan-Chmelnizki-Orden (1943)
- Siegesorden (1943)
- Ruhmesorden (1943)
- Uschakoworden (1944)
- Nachimoworden (1944)
- Orden des Mutterruhms (russisch Орден Материнская слава) (1944)
- Orden der Oktoberrevolution (1967)
- Orden der Völkerfreundschaft (1972)
- Orden des Arbeitsruhms (1974)
- Orden „Für den Dienst am Vaterland in den Streitkräften der UdSSR“ (1974)
- Orden „Für persönlichen Mut“ (1988)

## Medaillen

Medaille für Tapferkeit

36 der insgesamt 54 gestifteten Medaillen der UdSSR haben militärischen Charakter. Alle aufgeführten Medaillen wurden vom Präsidium des Obersten Sowjets der UdSSR per Erlass gestiftet und offiziell beschrieben. Einzige Ausnahme war die Medaille „Für einwandfreien Dienst“, die nur aufgrund eines Erlasses des Präsidiums des Obersten Sowjets in drei Bereichen der bewaffneten Organe gestiftet wurde. 
Alle vor 1943 gestifteten Medaillen wurden zunächst an einer rechteckigen Spange mit rotem Band getragen. Nach Einführung von pentagonalen Spangen im Jahr 1943 änderte sich dies. Diese sind 50 mm hoch und 45 mm breit. Die dazugehörigen Interimspangen sind 24 mm breit und 8 mm hoch und entsprechen weitestgehend dem Ordensband. Alle Medaillen verblieben nach dem Tod des Beliehenen den Hinterbliebenen als Erinnerung.
- Jubiläumsmedaille „XX Jahre Rote Arbeiter-und-Bauern-Armee“ (1938)
- Medaille für Tapferkeit (1938)
- Medaille „Für heldenmütige Arbeit“ (1938)
- Medaille „Für Auszeichnung in der Arbeit“ (1938)
- Medaille „Für Verdienste im Kampf“ (1938)
- Medaille „Hammer und Sichel“ (1940)
- Medaille „Für die Verteidigung Odessas“ (1942)
- Medaille „Für die Verteidigung Leningrads“ (1942)
- Medaille „Für die Verteidigung Sewastopols“ (1942)
- Medaille „Für die Verteidigung Stalingrads“ (1942)
- Medaille „Partisan des Vaterländischen Krieges“ (1943)
- Uschakow-Medaille (1944)
- Nachimow-Medaille (1944)
- Medaille „Für die Verteidigung Moskaus“ (1944)
- Medaille „Für die Verteidigung des Kaukasus“ (1944)
- Mutterschaftsmedaille (1944)
- Medaille „Für die Verteidigung des sowjetischen Polargebietes“ (1944)
- Medaille „Sieg über Deutschland“ (1945)
- Medaille „Für heldenmütige Arbeit im Großen Vaterländischen Krieg 1941–1945“ (1945)
- Medaille „Für die Einnahme Budapests“ (1945)
- Medaille „Für die Einnahme Königsbergs“ (1945)
- Medaille „Für die Einnahme Wiens“ (1945)
- Medaille „Für die Einnahme Berlins“ (1945)
- Medaille „Für die Befreiung Belgrads“ (1945)
- Medaille „Für die Befreiung Warschaus“ (1945)
- Medaille „Für die Befreiung Prags“ (1945)
- Medaille „Für den Sieg über Japan“ (1945)
- Medaille „Für die Wiederherstellung der Kohleschächte des Donbass“ (1947)
- Medaille „Zum 800jährigen Jubiläum Moskaus“ (1947)
- Medaille „30 Jahre Sowjetarmee und Flotte“ (1948)
- Medaille „Für die Wiederherstellung der Betriebe der Schwarzmetallurgie des Südens“ (1948)
- Medaille „Für den Schutz der Staatsgrenze der UdSSR“ (1950)
- Medaille „Für ausgezeichneten Dienst beim Schutz der gesellschaftlichen Ordnung“ (1950)
- Medaille „Für die Erschließung von Neuland“ (1956)
- Medaille „Für die Rettung Ertrinkender“ (1957)
- Medaille „Zum 250jährigen Jubiläum Leningrads“ (1957)
- Medaille „Für Tapferkeit bei der Brandbekämpfung“ (1957)
- Medaille „40 Jahre Streitkräfte der UdSSR“ (1957)
- Medaille „Für einwandfreien Dienst“ (1957)
- Medaille „Für die Verteidigung Kiews“ (1961)
- Medaille „20. Jahrestag des Sieges im Großen Vaterländischen Krieg 1941–1945“ (1965)
- Medaille „50 Jahre sowjetische Miliz“ (1967)
- Medaille „50 Jahre Streitkräfte der UdSSR“ (1967)
- Jubiläumsmedaille „Zum Gedenken an den 100. Geburtstag von Wladimir Iljitsch Lenin“ (1969)
- Gedenkmedaille des sowjetischen Komitees der Kriegsveteranen „Teilnehmer des National-Revolutionären Krieges in Spanien 1936–1939“ (1970)
- Medaille „Veteran der Arbeit“ (1974)
- Medaille „Für Auszeichnung im militärischen Dienst“ (1974)
- Medaille „30. Jahrestag des Sieges im Großen Vaterländischen Krieg 1941–1945“ (1975)
- Medaille „Veteran der Streitkräfte der UdSSR“ (1976)
- Medaille „Für den Bau der Baikal-Amur-Magistrale“ (1976)
- Medaille „Für die Umgestaltung des Nichtschwarzerde-Gebietes der RSFSR“ (1977)
- Medaille „60 Jahre Streitkräfte der UdSSR“ (1978)
- Medaille „Für die Erschließung der Bodenschätze und die Entwicklung des Erdgaskomplexes Westsibiriens“ (1978)
- Medaille „Festigung der Waffenbrüderschaft“ (1979)
- Medaille „Zum 1500-jährigen Jubiläum Kiews“ (1982)
- Medaille „40. Jahrestag des Sieges im Großen Vaterländischen Krieg 1941–1945“ (1985)
- Medaille „70 Jahre Streitkräfte der UdSSR“ (1988)

## Abzeichen
- Absolventenabzeichen (Sowjetunion) (1918)
- Abzeichen „Bester der Roten Arbeiter-und-Bauern-Armee“ (1939)
- Abzeichen „Für längeren Dienst“ (1957)
- Abzeichen „25. Jahrestag des Sieges im Großen Vaterländischen Krieg 1941–1945“ (1970)
- Abzeichen „Truppen der Luftverteidigung des Landes“ (1975)

## Verleihung
Gemäß § 49 der sowjetischen Verfassung von 1936 erfolgte die Verleihung der Orden und Auszeichnungen durch das Präsidium des Obersten Sowjets der UdSSR. Die allgemeinen gesetzlichen Bestimmungen zu den Verleihungen waren per Dekret (letzte Fassung: 3. Juli 1979) vom Präsidium des Obersten Sowjets der UdSSR festgelegt worden. Zu jedem Orden gibt es ein Dekret (russ.: Statut), in dem die Vergabekriterien detailliert aufgelistet sind. Die größten Museen des Landes besitzen je ein Exemplar von jedem Orden.